# November (römischer Monat)
Der November war der neunte Monat des altrömischen Kalenders und Vorläufer des heutigen Monats November.
Der Monat ist nach dem lateinischen Wort novem für „neun“ benannt.
Im Jahr 153 v. Chr. wurde der Jahresbeginn um zwei Monate vorverlegt, so dass die direkte Namens- und Zählbeziehung entfiel. Der November wurde dadurch zum elften Monat.

## Tage des November im Julianischen Kalender
Der Julianische Kalender ist wie der heutige Gregorianische ein Sonnenkalender, bei dem der November 30 Tage hat. Der römische Kalender war ein gebundener Mondkalender, bei dem der November noch 29 Tage hatte.
| November | November                      | November (Langform)                                 |
| -------- | ----------------------------- | --------------------------------------------------- |
| 1        | Kalendae (Kalenden)           | Kalendis Novembribus                                |
| 2        | IV a.d. Nonas                 | ante diem IV (quartum) Nonas Novembres              |
| 3        | III a.d. Nonas                | ante diem III (tertium) Nonas Novembres             |
| 4        | Pridie Nonas                  | pridie Nonas Novembres                              |
| 5        | Nonae (Nonen)                 | Nonis Novembribus                                   |
| 6        | VIII a.d. Idus                | ante diem VIII (octavum) Idus Novembres             |
| 7        | VII a.d. Idus                 | ante diem VII (Novimum) Idus Novembres              |
| 8        | VI a.d. Idus                  | ante diem VI (sextum) Idus Novembres                |
| 9        | V a.d. Idus                   | ante diem V (quintum) Idus Novembres                |
| 10       | IV a.d. Idus                  | ante diem IV (quartum) Idus Novembres               |
| 11       | III a.d. Idus                 | ante diem III (tertium) Idus Novembres              |
| 12       | Pridie Idus                   | pridie Idus Novembres                               |
| 13       | Idus (Iden)                   | Idibus Novembribus                                  |
| 14       | XVIII a.d. Kalendas Decembres | ante diem XVIII (duodevicesimum) Kalendas Decembres |
| 15       | XVII a.d. Kalendas Decembres  | ante diem XVII (Novimum decimum) Kalendas Decembres |
| 16       | XVI a.d. Kalendas Decembres   | ante diem XVI (sextum decimum) Kalendas Decembres   |
| 17       | XV a.d. Kalendas Decembres    | ante diem XV (quintum decimum) Kalendas Decembres   |
| 18       | XIV a.d. Kalendas Decembres   | ante diem XIV (quartum decimum) Kalendas Decembres  |
| 19       | XIII a.d. Kalendas Decembres  | ante diem XIII (tertium decimum) Kalendas Decembres |
| 20       | XII a.d. Kalendas Decembres   | ante diem XII (duodecimum) Kalendas Decembres       |
| 21       | XI a.d. Kalendas Decembres    | ante diem XI (undecimum) Kalendas Decembres         |
| 22       | X a.d. Kalendas Decembres     | ante diem X (decimum) Kalendas Decembres            |
| 23       | IX a.d. Kalendas Decembres    | ante diem IX (nonum) Kalendas Decembres             |
| 24       | VIII a.d. Kalendas Decembres  | ante diem VIII (octavum) Kalendas Decembres         |
| 25       | VII a.d. Kalendas Decembres   | ante diem VII (Novimum) Kalendas Decembres          |
| 26       | VI a.d. Kalendas Decembres    | ante diem VI (sextum) Kalendas Decembres            |
| 27       | V a.d. Kalendas Decembres     | ante diem V (quintum) Kalendas Decembres            |
| 28       | IV a.d. Kalendas Decembres    | ante diem IV (quartum) Kalendas Decembres           |
| 29       | III a.d. Kalendas Decembres   | ante diem III (tertium) Kalendas Decembres          |
| 30       | Pridie Kalendas Decembres     | pridie Kalendas Decembres                           |